# Théodore Maillard
Théodore Maillard est un auteur dramatique du XIXe siècle.

## Biographie
Ses pièces ont été représentées au Théâtre de la Gaîté, au Théâtre de l'Ambigu-Comique et au Théâtre de la Porte-Saint-Martin.
En 1827, il coécrit avec Frédérick Lemaître La Tabatière. Pendant les répétitions, un feu d'artifice prévu dans la pièce provoque un incendie qui détruit le théâtre de l'Ambigu, mettant fin à la préparation de la pièce. Cette annulation donne lieu à un litige entre les auteurs et le théâtre : en 1829, l'établissement est contraint par la justice de faire représenter la pièce, mais préfère payer un dédommagement de 800 francs à Maillard et Lemaître,.
Théodore Maillard a inspiré à Honoré de Balzac le personnage de Théodore des Illusions perdues.

## Œuvres
- L’Épreuve ou la Double Étourderie, vaudeville en un acte, avec Edmond Rochefort, 1808
- M. Delahure ou le Troyen à Paris, comédie en un acte, mêlée de couplets, avec Aimé Desprez, 1810
- Le Vieux Sergent, prologue à Les Ermites blancs ou l'Île de Caprée, tableaux pantomimes en 2 actions de Franconi Jeune et François-Pierre Révalard, 1811
- Monsieur Malbroug, ou Mironton, ton, ton, mirontaine, Complainte en action, folie en deux actes, à spectacle, et mêlée de couplets, avec Aimé Desprez, 1812
- Monsieur Flanelle, vaudeville en un acte, avec Edmond Rochefort, 1812
- L'Auberge du perroquet, ou la Barrière des martyrs, vaudeville en 1 acte, avec Edmond Rochefort, 1812
- La Tabatière, drame en 3 actes, coécrit avec Frédérick Lemaître en 1827[5]